# Ina Denki Tetsudō
Die Ina Denki Tetsudō (伊那電車軌道), auch Inaden (伊那電) genannt, war eine private Bahngesellschaft in Japan. Nach ihrer Gründung im Jahr 1907 baute und betrieb sie den nördlichsten Abschnitt der späteren Iida-Linie in der Präfektur Nagano. Dieser war 79,5 km lang und führte von Tatsuno über Iida nach Tenryūkyō. Die Strecke entstand über einen Zeitraum von 20 Jahren in mehreren Etappen. 1943 wurde das Unternehmen verstaatlicht.

## Geschichte
Bei der Planung der Chūō-Hauptlinie hatte sich die staatliche Eisenbahnverwaltung für eine Streckenführung durch das Kiso-Tal anstatt dem Ina-Becken entlang entschieden. Lokale Politiker und Geschäftsleute ersuchten deshalb 1895 um eine Konzession für den Bau einer elektrischen Straßenbahn. Dieser Schritt war ungewöhnlich, zumal die Städtische Straßenbahn Kyōto damals noch die einzige elektrisch angetriebene in ganz Japan war. Obwohl das Gesuch im Februar 1897 genehmigt wurde, scheiterte das Projekt, da wegen einer Rezession nicht genügend finanzielle Mittel beschafft werden konnten.
Ein zweiter Versuch zehn Jahre später war hingegen erfolgreich. Die im September 1907 gegründete Straßenbahngesellschaft Ina Densha Kidō begann im darauf folgenden Monat mit der Landvermessung und den Planungen für ein Kraftwerk. Nach dem Abschluss des Grundstückerwerbs begann im November 1908 der Streckenbau. Die Eröffnung des ersten Abschnitts zwischen Nishimachi und Ina-Matsushima erfolgte am 28. Dezember 1909. Um Kosten zu sparen, verzichtete das Unternehmen vorerst auf den Bau einer Brücke über den Fluss Yokokawa, sodass die Fahrgäste den kurzen Weg zwischen der Haltestelle Nishimachi und dem Bahnhof Tatsuno an der Chūō-Hauptlinie zu Fuß zurücklegen mussten.
In kurzen zeitlichen Abständen folgten entsprechend dem Baufortschritt mehrere Erweiterungen in südlicher Richtung: am 22. Februar 1911 von Nishimachi nach Kinoshita, am 3. November 1911 nach Misono, am 4. Januar 1912 nach Ina-Kita, am 11. Mai 1912 nach Inashi und am 27. Dezember 1913 nach Miyada. Von diesem Zeitpunkt an galt die Strecke rechtlich nicht mehr als Straßenbahn, sondern als Kleinbahn. Die Strecke stieß von Miyada aus weiter durch das Ina-Becken vor: am 31. Oktober 1914 nach Komagane und am 26. Dezember 1914 nach Ina-Fukuoka. Nach dem Bau einer Brücke konnte die Strecke am 23. November 1916 an ihrem nördlichen Ende von Nishimachi zum Bahnhof Tatsuno verlängert werden. Somit bestand nun ein direkter Anschluss zum übrigen Eisenbahnnetz. Das südliche Ende der Kleinbahn reichte am 11. Februar 1918 nach Iijima, am 23. Juli 1918 nach Nanakubo, am 12. Dezember 1918 nach Takatōbara.
Die Bahngesellschaft änderte ihren Namen am 20. August 1919 in Ina Denki Tetsudō (kurz Inaden). Sie verlängerte die Strecke am 22. November 1920 weiter nach Kami-Katagiri, am 13. Juli 1922 nach Ina-Ōshima, am 15. Januar 1923 nach Yamabuki, am 13. März 1923 nach Ichida und am 18. März 1923 nach Moto-Zenkōji. Schließlich war am 3. August 1923 Iida erreicht, der größte Ort im Ina-Becken. Aufgrund der straßenbündigen Trasse im nördlichen Teil stieß die Kleinbahn an ihre Kapazitätsgrenzen. Deshalb entstand zwischen Tatsuno und Ina-Matsushima eine neue Streckenführung nach Eisenbahn-Norm, die am 16. März 1923 in Betrieb ging. Gleichzeitig wurden die Fahrdrahtspannung von 600 V auf 1200 V erhöht und über ein Dutzend Haltestellen aufgehoben, was zu einer markanten Verkürzung der Fahrtzeit führte. Die Inaden nahm anschließend vier weitere Verlängerungen in Betrieb: am 17. Dezember 1926 von Iida nach Ina-Yawata, am 5. Februar 1927 nach Kega, am 8. April 1927 nach Dashina und am 26. Dezember 1927 nach Tenryūkyō am südlichen Ende des Ina-Beckens.
1935 erwarb die Inaden den Busbetrieb Ajima Jidōsha. Zwei Jahre später war die später so bezeichnete Iida-Linie zwar durchgehend zwischen Tatsuno und Toyohashi fertiggestellt, doch war sie in vier Abschnitte unterteilt, die von je einer Bahngesellschaft betrieben wurden. Es handelte sich um dabei um die Inaden, die Sanshin Tetsudō, die Hōraiji Tetsudō und Toyokawa Tetsudō. Während des Pazifikkriegs verfolgte die Regierung die Absicht, mehrere strategisch wichtige Privatbahnen, die nach der ersten Verstaatlichungswelle von 1906/07 gegründet worden waren, unter ihre Kontrolle bringen. Nachdem der Reichstag das Verstaatlichungsgesetz wie gewünscht verabschiedet hatte, übernahm das Eisenbahnministerium am 1. August 1943 die Bahnanlagen aller vier Unternehmen und verschmolz diese zur Iida-Linie. Die Busabteilung war bereits am 1. April 1941 an das Unternehmen Ōhira Jidōsha verkauft worden, das Kraftwerk am 1. April 1942 an die staatliche Elektrizitätsgesellschaft Chūbu Haiden (Vorgängerin von Chūbu Denryoku).